# Lluis Bruguera
Lluis Bruguera (Barcellona, 18 marzo 1949) è un allenatore di tennis ed ex tennista spagnolo.

## Carriera da tennista
La sua carriera tennistica nel circuito maggiore lo vide partecipare a 11 tornei, di cui 10 nell'Era Open, con un bilancio di una sola vittoria e 11 sconfitte. L'unico successo in carriera lo ottenne al primo turno del torneo di Barcellona del 1971 a spese di Phil Dent. Al turno successivo fu poi eliminato da Allan Stone. Nella sua unica partecipazione a una prova del Grande Slam non andò oltre il secondo turno del torneo di qualificazioni del Roland Garros 1972, dove fu eliminato da Sherwood Stewart, dopo aver sconfitto al primo turno il francese Patrice Hagelauer.

## Carriera da allenatore
Laureato in Economia, nel 1980 divenne per sei mesi capitano non giocatore della nazionale spagnola di Coppa Davis e più tardi Direttore Tecnico della Federazione Reale Spagnola di Tennis.
Nel 1983 fondò la Bruguera Tennis Academy di Barcellona, dove crebbero giocatori del calibro di Juan Aguilera, Jordi Arrese e, soprattutto, del figlio Sergi Bruguera, due volte campione del Roland Garros, e della nº 1 WTA Garbiñe Muguruza.